# 브레이브걸스
브레이브걸스(영어: BraveGirls)은 대한민국의 4인조 걸 그룹이었다. 팬덤 이름은 피어레스(fearless)다.
2011년에 브레이브 엔터테인먼트에서 '브레이브걸스'(BraveGirls)라는 팀명으로 데뷔했다. 2017년 발매했던 싱글 음반 "Rollin'"이 2021년에 역주행을 하고 화제가 되면서, 2기 멤버 데뷔 5년 만에 음악방송에서 첫 1위를 했다.
2023년 2월 16일, 기존 소속사와의 전속계약이 만료되면서 잠정적으로 해체되었다.
그러나 4월 27일에 워너뮤직코리아가 2기 멤버 4명 전원과 전속계약을 체결했다고 밝히고, 5월 3일에는 새 팀명을 '브브걸'로 발표하면서 후신인 브브걸로 계승되었다.

## 활동

### 데뷔 이전
2011년 3월 14일에 은영이 팀의 리더로 임명되었는데 그는 배우 신하균의 조카뻘 먼친척이기도 하였다. 은영의 어머니가 신하균과 친척이다. 3월 17일에는 혜란이 공개되었는데 가수 손담비를 닮은 외모, 오래 전에 촬영했던 댄스 리허설 동영상으로 주목을 받았다. 예진은 2008년 미스코리아 대회에서 미스 시애틀 진을 수상했는데 배우 김사랑을 닮은 외모로 주목을 받았다. 나머지 2명의 멤버는 서아, 유진이다.

### 2011년: 1기 멤버 데뷔
2011년 4월 4일, 소속사 브레이브 엔터테인먼트의 용감한 형제가 그룹의 티저 이미지 2장을 공개하면서 그룹이 함께 공연할 2가지 컨셉트를 공개했다. 4월 7일에 타이틀곡인 '아나요'의 뮤직비디오와 함께 데뷔 싱글 음반 "The Difference"를 발매했다. KBS 2TV 뮤직뱅크에서 'So Sexy'와 '아나요'라는 노래로 데뷔 무대를 가졌다. 6월 8일에는 'So Sexy'의 뮤직비디오가 공개되었다.
7월 28일, 데뷔 미니 음반인 "Back to da Future"의 리드 싱글 '툭하면'의 뮤직비디오를 발표했는데, 레게 음악가인 스컬이 등장하여 주목받았다. 용감한 형제는 노래 '툭하면'이 김건모의 노래 '핑계'를 오마주한 노래라고 설명했다. '툭하면'은 가온 음반 차트에서 14위를 기록하면서 1,606장을 판매하였다.
12월 15일, 제19회 대한민국 문화연예대상 시상식에서 '올해의 신인상'을 받았다.

### 2012년~2015년
2012년 2월 22일, 2번째 미니 음반인 "Re-Issue"를 발매하고 틴탑의 게스트 공연이 포함된 음반 홍보를 위한 쇼케이스를 열었다. EP 음반은 가온 음반 차트에서 14위로 정점을 찍었다. 타이틀곡 '요즘 너'는 차트에서 높은 순위를 차지했고 대한민국에서 가장 많이 검색된 주제 가운데 하나가 되었다.
2013년 8월 26일, 'For You'라는 싱글 음반을 발매했다.
용감한 형제는 2014년 2월에 그룹이 정규 앨범을 준비할 것이라고 발표했지만, AOA와의 작업 때문에 앨범은 무기한 보류되었다. 그룹은 그 후 2년 동안 활동하지 않았다.

### 2016년: 2기 멤버 데뷔
2016년 초, 원년 멤버 2명(유진·혜란)과 신규 멤버 5명(민영·유정·은지·유나·하윤)으로 구성된 7인조 그룹으로 컴백한다는 발표가 나왔다.
2월 16일, '변했어'라는 제목의 디지털 싱글을 발표했다.
6월 19일, 3번째 미니 앨범 "High Heels"와 타이틀곡 'High Heels'의 뮤직비디오를 발표했다.
9월 1일, '유후 (우린 아직 여름)'라는 제목의 디지털 싱글을 발표했다.

### 2017년: 5인조로 변경
1월 15일, 멤버 유진과 혜란이 그룹 활동을 중단한다고 발표했다. 유진은 해외 유학을 추진함에 따라 탈퇴하기로 결정했고 혜란은 건강상의 문제로 인해 잠시 휴식을 취한다고 밝혔다.
3월 7일, 4번째 미니 앨범 "Rollin'"과 동명의 리드 싱글 'Rollin''을 발표했다.
10월 28일에 첫 방송된 KBS 2TV "아이돌 리부팅 프로젝트 더 유닛"에 멤버 유정, 은지, 유나가 참여했다. 은지와 유정은 오디션에 합격했는데, 은지는 1차 예선에서 45위로 탈락했고, 유정은 2차 예선에서 37위로 탈락했다.

### 2018년~2020년: 4인조로 변경
2018년 8월 11일, 2017년에 발매된 싱글 음반 'Rollin''의 편곡 버전인 'Rollin' (New Version)'을 지난 1년 6개월 동안 열렬히 응원한 팬들에게 선물로 발매했다. 또한 하윤이 건강상의 이유로 휴식을 취할 예정이어서 당분간 4인조로 활동할 예정이라고도 밝혔다.
2020년 8월 14일, '운전만해 (We Ride)'라는 제목의 디지털 싱글을 거의 3년 만에 발표하면서, 민영, 유정, 은지, 유나로 구성된 4인조 그룹으로서 돌아왔다. 2020년에는 툰토리가 제작하고 문화체육관광부가 지원하는 웹툰 시리즈에 출연하였다. 이들은 한국웹툰산업협회와 공동으로 한국국제문화교류진흥원이 주최한 2020년 한류 연계 지원사업의 일환으로 선정된 8개 그룹 가운데 하나였다.

### 2021년: Rollin' 역주행
2월, 'Rollin''을 공연하는 컴필레이션 영상이 유튜브에서 화제가 되었다. 'Rollin''의 음원 순위가 점점 오르기 시작하더니 결국 실시간 음악 차트 1위에 올랐고, 그룹은 'Rollin'' 활동을 재개하게 됐다. 멤버 [[남유정 (가수)|유정]]은 'Rollin''이 인터넷에서 화제가 되기 이전에 동료 유나와 함께 이미 숙소에서 자리를 옮겼기 때문에 그룹이 해체 직전이었다고 밝혔다.
3월 12일, 'Rollin''이 인스티즈의 일간 및 실시간 음악 차트에서 모두 1위를 차지했고, 아이차트에서도 완벽한 올킬을 달성했다.
3월 14일, SBS 인기가요에서 'Rollin''을 통해 음악방송에서 첫 1위를 차지했다. 이날은 당시 구성원들이 데뷔한 2016년 2월 16일로부터 1854일째 날이었으며, 당시까지 1위를 경험해 본 대한민국의 걸 그룹 중에서 최장 기간의 활동을 통해 1위를 달성한 것으로 기록되었다.
3월 16일, SBS MTV의 더 쇼에서 2번째 1위를 차지했다. 'Rollin''은 262시간 동안에 걸쳐 완벽한 올킬을 유지하면서 가장 긴 완벽한 올킬을 가진 걸 그룹 노래가 되었다. 또한 '운전만해 (We Ride)'는 가온 싱글 차트에서 5위로 정점을 찍었다.
4월 29일, 신발 브랜드 엘칸토와 함께 'High Heels' 스페셜 버전을 출시했다.
5월 3일, 롯데백화점과 함께 신곡 'Red Sun'을 공개했다.
6월 17일, 5번째 미니앨범 "SUMMER QUEEN"으로 컴백했다. 타이틀곡 '치맛바람'을 공개하자마자 음원차트 1위를 기록했다. 컴백하자마자 SBS MTV 더 쇼에서 1위를 하였다.
7월 5일, "SUMMER QUEEN" 앨범에 들어 있는 '나 혼자 여름 (Piano Ver.)'을 공개했다.
7월 16일, "RED SUN"을 발매하였다.
7월 23일, 데뷔 후 첫 팬미팅을 진행했다.
8월 23일, 첫 리패키지 앨범 "After 'We Ride'"으로 컴백했다. 타이틀곡은 '술버릇 (운전만해 그 후)'이다. 음악방송은 하지 않는다.

### 2022년
1월 14일, 멤버 민영이 건강 상의 이유로 당분간 활동을 중단한다고 밝혔다.
3월 14일, 6번째 미니 앨범 "THANK YOU"로 컴백했으며, 멤버 민영도 활동을 재개하였다.
3월 31일부터 6월 2일까지 Mnet 퀸덤 2에 출연했다.
5월 23일, 브라운아이드걸스의 '어쩌다'를 리메이크하여 발매했다.
5월 27일, 퀸덤 2 파이널 경연 곡 《Whistle》을 공개하였다.
7월부터 해외투어를 진행한다.
2022년 안으로 궁금한 이야기 Y의 극장판이자 그룹의 세계관을 담은 영화를 촬영할 예정이다.

### 2023년: 해체 / 멤버들의 소속사 변경 및 브브걸로 계승
2월 16일, 2기 멤버 데뷔 7년 만에 기존 소속사 브레이브 엔터테인먼트와의 전속계약이 만료되었다. 이날 오후 6시, 마지막 디지털 싱글 앨범 "Goodbye"를 공개하며 공식 활동을 마무리했다. 그룹 결성 12년 만에 잠정적으로 해체되었다.
그러나 4월 27일, 워너뮤직코리아가 멤버 4명 전원과 일괄 전속계약을 체결했으며 4인 완전체 활동을 이어갈 예정이라고 밝혔다. 5월 3일에는 팀명을 '브브걸'(BB GIRLS)로 정했다고 발표했다. 내용상 브레이브걸스의 멤버들이 소속사 및 팀명을 바꿔 활동하는 것이긴 하지만, 상표권 등 법적 문제 때문에 브브걸이라는 새 그룹을 만들어 브레이브걸스를 계승하고 있다.

## 이전 구성원
| 이름   | 소개 |
| ------ | --- |
| 민영   | - 본명: 김민영 - 출생: 1990년 9월 12일(34세), 대한민국 경기도 성남시 - 학력: 한양대학교 무용예술과 - 활동기간: 2016년 2월 16일 ~ 2023년 2월 16일   |
| 유정   | - 본명: 남유정 - 출생: 1991년 5월 2일(34세), 대한민국 서울특별시 - 학력: 성신여자대학교 - 활동기간: 2016년 2월 16일 ~ 2023년 2월 16일              |
| 은지   | - 본명: 홍은지 - 출생: 1992년 7월 19일(32세), 대한민국 서울특별시 송파구 잠실본동 - 학력: 명지대학교 - 활동기간: 2016년 2월 16일 ~ 2023년 2월 16일 |
| 유나   | - 본명: 이유나 - 출생: 1993년 4월 6일(32세), 대한민국 경기도 부천시 - 활동기간: 2016년 2월 16일 ~ 2023년 2월 16일                                  |
| 은영   | - 출생: 1987년 10월 15일(37세), 대한민국 부산광역시 - 활동기간: 2011년 4월 7일 ~ 2016년 2월 3일                                                    |
| 서아   | - 출생: 1988년 2월 9일(37세), 대한민국 서울특별시 - 활동기간: 2011년 4월 7일 ~ 2016년 2월 3일                                                      |
| 한예진 | - 출생: 1990년 11월 24일(34세), 대한민국 - 활동기간: 2011년 4월 7일 ~ 2016년 2월 3일                                                               |
| 유진   | - 출생: 1992년 9월 14일(32세), 대한민국 - 활동기간: 2011년 4월 7일 ~ 2017년 1월 15일                                                               |
| 혜란   | - 출생: 1993년 4월 9일(32세), 대한민국 인천광역시 - 활동기간: 2011년 4월 7일 ~ 2017년 1월 15일                                                     |
| 하윤   | - 출생: 1994년 8월 29일(30세), 대한민국 경상남도 창원시 진해구 - 활동기간: 2016년 2월 16일 ~ 2018년 8월 11일                                       |

## 음반 목록

### 미니 앨범
| 번호 | 앨범 정보                                     | 트랙 리스트 |
| ---- | --------------------------------------------- | --- |
| 1    | "Back To Da Future" - 발매일: 2011년 7월 29일 | 1. Back To Da Future 2. 툭하면 (Feat.Skul1) 3. 비가 내리면 4. 너무 아파 (은영 solo) (Feat.Maboos) 5. 아나요 (Acoustic remix version) 6. 툭하면 (Feat.Skul1) (inst.) |
| 2    | "Re-Issue" - 발매일: 2012년 2월 22일          | 1. B'Girls Are Back 2. 요즘 너 3. 말 없이 4. 요즘 너 (remix version) 5. 요즘 너 (Inst.)                                                                             |
| 3    | "High Heels" - 발매일: 2016년 6월 27일        | 1. 하이힐 (High Heels) 2. Help Me 3. Whatever 4. 만나지 말걸 5. 변했어                                                                                              |
| 4    | "Rollin'" - 발매일: 2017년 3월 7일            | 1. 롤린 (Rollin') 2. 옛 생각 3. 서두르지 마 4. 하이힐 (Remix) 5. Outro (Rollin')                                                                                    |
| 5    | "SUMMER QUEEN" - 발매일: 2021년 6월 17일      | 1. 치맛바람 (Chi Mat Ba Ram) 2. Pool Party (Feat.이찬 of DKB) 3. 나 혼자 여름 (Summer by myself) 4. FEVER (토요일 밤의 열기) 5. Chi Mat Ba Ram (Eng Ver.)           |
| 6    | "THANK YOU" - 발매일: 2022년 3월 14일         | 1. Thank You 2. 우리끼리 (You and I) 3. 물거품 (Love Is Gone) 4. Can I Love You 5. Thank You (Remix)                                                                |

### 리패키지 앨범
| 번호 | 앨범 정보                                   | 트랙 리스트 |
| ---- | ------------------------------------------- | --- |
| 1    | "After ‘We Ride’" - 발매일: 2021년 8월 23일 | 1. 술버릇 (운전만해 그후) 2. 치맛바람 [Acoustic Ver.] 3. FEVER (토요일 밤의 열기) [Remix] 4. 나 혼자 여름 [Piano Ver.] |

### 싱글 앨범
| 번호 | 앨범 정보                                 | 트랙 리스트                                                              |
| ---- | ----------------------------------------- | ------------------------------------------------------------------------ |
| 1    | "The Difference" - 발매일: 2011년 4월 8일 | 1. Ain't Nobody Like Brave Girls 2. So Sexy 3. 아나요 4. So Sexy (inst.) |

### 디지털 싱글
| 번호 | 앨범 정보                                            | 트랙 리스트                                               |
| ---- | ---------------------------------------------------- | --------------------------------------------------------- |
| 1    | "툭하면" - 발매일: 2011년 8월 26일                   | 1. 툭하면 (Remix) (Feat.원카인) 2. 툭하면 (Remix) (inst.) |
| 2    | "For You (포유)" - 발매일: 2013년 8월 31일           | 1. For you                                                |
| 3    | "변했어" - 발매일: 2016년 2월 16일                   | 1. 변했어                                                 |
| 4    | "유후 (우린 아직 여름)" - 발매일: 2016년 9월 1일     | 1. 유후 (우린 아직 여름)                                  |
| 5    | "Rollin (NEW VERSION)" - 발매일: 2018년 8월 11일     | 1. Rollin (NEW VERSION)                                   |
| 6    | "We Ride" - 발매일: 2020년 8월 14일                  | 1. 운전만해 (We Ride)                                     |
| 7    | "나 혼자 여름 (Piano Ver.)" - 발매일: 2021년 7월 9일 | 1. 나 혼자 여름 (Piano Ver.)                              |
| 8    | "Goodbye" - 발매일: 2023년 2월 16일                  | 1. Goodbye                                                |

## 음악 외 프로그램

### 예능 프로그램
- 2016년 SBS 설 특집 "사장님이 보고 있다"
- 2016년 MBC 추석특집 "아이돌 스타 육상 선수권 대회"
- 2016년 MBC 추석특집 "아이돌 요리왕"
- 2017년 MBC 설 특집 "아이돌 스타 육상 선수권 대회"
- 2017년 KBS2 "불후의 명곡" - 게스트
- 2017년 TBS "팩트IN스타" - 게스트
- 2017년 KBS2 "아이돌 리부팅 프로젝트 더 유닛" - (유정, 은지)
- 2021년 SBS "모닝와이드" - 게스트
- 2021년 KBS2 "연중 라이브" - 게스트 (민영, 유정)
- 2021년 KBS2 "유희열의 스케치북" - 게스트
- 2021년 tvN "유 퀴즈 온 더 블럭" - 게스트
- 2021년 M.net "TMI NEWS" - 게스트
- 2021년 JTBC "아는 형님" - 게스트
- 2021년 SBS "런닝맨" - 게스트
- 2021년 MBC "전지적 참견 시점" - 게스트 (민영, 유정)
- 2021년 KBS2 "옥탑방의 문제아들" - 게스트
- 2021년 MBC every1, MBC M "주간 아이돌 시즌3" - 게스트
- 2021년 MBC every1 "비디오스타" - 게스트
- 2021년 tvN "도레미 마켓" - 게스트
- 2021년 MBC "전지적 참견시점" - 게스트 (민영, 은지)
- 2021년 채널A "강철부대"- 게스트 (유정)
- 2022년 KBS2 "연중 라이브" - 게스트
- 2022년 쿠팡 플레이 "SNL코리아" - 게스트
- 2022년 MBC 추석특집 "아이돌 스타 육상 선수권 대회"
- 2022년 SBS "2022 슈퍼모델 선발대회"
- 2022년 KBS2 "불후의 명곡" - 게스트
- 2022년 KBS1 "전국노래자랑" - 초대 가수
- 2022년 대구MBC "국군의 날 기념 강철 50사단 파워풀 콘서트"

### 경연 프로그램
- 2022년 Mnet "퀸덤 2" - 출연자

### 라디오
- 2021년 SBS 파워FM "컬투쇼" - 게스트
- 2021년 SBS 파워FM "김영철의 파워 FM" - 게스트
- 2021년 MBC FM4U "굿모닝FM 장성규입니다" - 게스트
- 2021년 TBS "최일구의 허리케인라디오" - 게스트
- 2021년 SBS 파워FM "컬투쇼" - 게스트
- 2021년 MBC FM4U "김신영의 정오의 희망곡" - 게스트 (은지, 유나)
- 2021년 KBS FM "데이식스의 키스더 라디오" - 게스트 (민영, 은지)

### 유튜브
- 2021년 The K-POP "아이돌챌린지 어나더 클라스" (국제구호개발 NGO 굿피플) - 게스트
- 2021년 "M2" - 게스트

## CF 광고
- 2021년 오리온 꼬북칩 (유정)
- 2021년 BBQ (멤버 전원)
- 2021년 GS25 브레디크 (멤버 전원)
- 2021년 덴마크 요거밀 (멤버 전원)
- 2021년 스파오 쿨테크 (멤버 전원)
- 2021년 공익광고협의회 애착용기 (멤버 전원)
- 2021년 KB손해보험 (김연아와 동반 출연)
- 2021년  펩시 (멤버 전원)

## 스포츠
- 2021년 KBO리그 개막전 두산 베어스 VS 기아 타이거즈 축하공연 및 시구

## 수상 목록

### 시상식
| 연도           | 수상 내역(총 5회) |
| -------------- | --- |
| 2021년(총 4회) | - 10월 2일 더 팩트 뮤직 어워즈 올해의 아티스트상 - 12월 2일 제6회 아시아 아티스트 어워즈 베스트 아티스트상 - 12월 2일 제6회 아시아 아티스트 어워즈 핫트렌드상 - 12월 4일 멜론뮤직어워즈 올해의 핫트렌드상 |
| 2022년(총 3회) | - 1월 8일 제36회 골든디스크 어워즈 베스트 그룹상 - 1월 23일 제31회 하이원 서울가요대상 본상 - 1월 27일 제11회 가온차트 뮤직 어워즈 올해의 가수상 (디지털 음원부문 6월)                                    |

### 가요 프로그램 1위
| 연도            | 수상 내역(총 10회) |
| --------------- | --- |
| 2021년(총 10회) | - 롤린 Rollin'(총 7회) - 3월 14일 SBS 《인기가요》 1위 - 3월 16일 SBS MTV 《더 쇼 시즌5》 더 쇼 초이스 - 3월 17일 MBC M 《쇼 챔피언》 챔피언 송 - 3월 18일 M.net 《엠카운트다운》 1위 - 3월 19일 KBS2 《뮤직뱅크》 K-Chart 1위 - 3월 21일 SBS 《인기가요》 1위 (2주 연속) - 5월 9일 SBS 《인기가요》 1위 (트리플 크라운) - 치맛바람(총 3회) - 6월 22일 SBS MTV 《더 쇼 시즌5》 더 쇼 초이스 - 7월 3일 MBC 《쇼 음악중심》 1위 - 7월 4일 SBS 《인기가요》 1위 |